# Падовский сельсовет (Липецкая область)
Падовский сельсове́т — сельское поселение в Липецком районе Липецкой области. 
Административный центр — село Пады.

## История
В соответствии с законами Липецкой области №114-оз от 02.07.2004 и №126-оз от 23.09.2004 Падовский сельсовет наделён статусом сельского поселения, установлены границы муниципального образования.

## Население
| 2010 | 2012  | 2013 | 2014 | 2015 | 2016 | 2017 |
| ---- | ----- | ---- | ---- | ---- | ---- | ---- |
| 920  | ↘886  | ↘845 | ↘820 | ↗831 | ↘817 | ↘787 |
| 2018 | 2021  |      |      |      |      |      |
| ↘758 | ↗1138 |      |      |      |      |      |

## Состав сельского поселения
| № | Населённый пункт | Тип населённого пункта       | Население |
| - | ---------------- | ---------------------------- | --------- |
| 1 | Крутогорье       | село                         | ↗594      |
| 2 | Пады             | село, административный центр | ↗522      |
| 3 | Первое Мая       | посёлок                      | ↗4        |
| 4 | Степец           | посёлок                      | →0        |